# 学习的条件
《学习的条件》（Conditions of Learning）是美国教育心理学家罗伯特·加涅的著作，初版于1965年，由Holt, Rinehart and Winston公司出版，描述学习的八个种类，和九种教学活动。该学习理论包括两个阶段：